# Heterusia coerulescens
Heterusia coerulescens là một loài bướm đêm trong họ Geometridae.